# THE ART OF LOSING TOUCH
『THE ART OF LOSING TOUCH』（ジ・アート・オブ・ルージング・タッチ）は日本の音楽ユニット、FAKE?の3rdスタジオ・アルバム。2004年6月23日に徳間ジャパンコミュニケーションズから発売。

## 概要
2枚組仕様で「NEW SKIN」のミュージック・ビデオを収録したDVD付属。先行シングル「PRAISE」収録。

## 収録曲
作詞・作曲・編曲：FAKE?
1. ON MY TIDE（4：07）[1]
2. CLEAN（4：35）[1]
3. PRAISE（5：14）[1]
4. ESCAPE FROM THE AUDIO MESS（6：30）[1]
5. ENDLESS（5：43）[1]
6. CANDY（3：42）[1]
7. STITCH FREQUENCY（2：18）[1]
8. REDEMPTION（7：00）[1]
9. NERVOUS TO SLEEP（5：05）[1]
10. PRISTINE（5：20）[1]
11. MAINLINE（0：51）[1]
12. DRIP（4：54）[1]
13. IN VERTIGO（4：30）[1]
14. DIGITAL BREEZE（1：44）[1]
15. BIT OF LIFE（6：05）[1]